# François Tétreau
Pour les articles homonymes, voir Tétreau.
François Tétreau, né en 1953 à Rimouski et mort le 11 mars 2019 à Montréal, est un poète, romancier, essayiste et traducteur québécois,.

## Biographie
Après des études musicales avec le compositeur Georges Savaria, François Tétreau s’oriente vers la littérature et la traduction.
Il collabore à la revue Jungle, travaille aux éditions Le Castor astral et rédige des articles pour Vie des arts dont il est le correspondant,.
Au fil des années, Tétreau collabore épisodiquement à d’autres journaux et revues, dont 24 images, Obsidiane, Spot Estienne, Revue du cinéma Outremont, Espace, Lettres québécoises, Moebius, Tangence, Liberté, Le Couac, la Compagnie à numéro, Foldaan, Agotem, Trois, Estuaire et Le Devoir,.
En poésie, François Tétreau fait paraître plusieurs recueils dont Origine du deuil (Éditions d'Orphée, 1978), L'Architecture pressentie (L'Hexagone, 1981), Portrait de femme sur une table (Éditions du Noroît, 1985) ainsi que Chambre de lecture (Éditions du Noroît, 1994),.
Comme romancier, il publie Le Lit de Procuste (L'Hexagone, 1987), Attentats à la pudeur (Trois, 1993) ainsi que En solo dans l'appareil d'État (L'Hexagone, 2001),,,.

## Œuvres

### Poésie
- Cirque électrique, Montréal, Éditions d'Orphée, 1974, 49 p.
- Cantique de cuir, Montréal, Éditions d'Orphée, 1975, 45 p.
- Origines du deuil : tombeaux, chanson et autres poèmes, Montréal, Éditions d'Orphée, 1978, 56 p.
- L'Architecture pressentie : précis d'intuition, Montréal, L'Hexagone, 1981, 35 p.  (ISBN 2890061779)
- Séquence particulière, Talence, Éditions du castor astral, 1982, 57 p.  (ISBN 285920069X)
- Portrait de femme sur une table, Montréal, Éditions d'Orphée, 1985, n.p.
- Chambre de lecture, Montréal, Éditions du Noroît, Pantin, Éditions du castor astral, 1994, 51 p.  (ISBN 2-89018-303-3 et 2-85920-237-4)
- Anamnèse, Montréal, Le Temps volé, 2009, 60 p.  (ISBN 978-2-921856-34-8)
- Les autoportraits de Simon, Le Temps volé, 2011, 35 p.  (ISBN 978-2-921856-44-7)

### Romans
- Le Lit de Procuste, Talence, Éditions du castor astral, Montréal, L'Hexagone, 1987, 145 p.  (ISBN 2859201300)
- Attentats à la pudeur, Montréal, Trois, Pantin, Éditions du castor astral, 1993, 138 p.  (ISBN 2-920887-44-0 et 285920-207-2)
- En solo dans l'appareil d'État, Montréal, Éditions de L'Hexagone, Bordeaux, Éditions du castor astral, 2001, 182 p.  (ISBN 2890066606 et 2859204512)

### Récit
- Le lai de la clowne : sotie, Montréal, Triptyque, 1994, 91 p.  (ISBN 2-89031-207-0)

### Essais
- Roussil écarlate, Montréal, Éditions du Trécarré, 1996, 157 p.  (ISBN 2-89249-689-6)
- Weekend à Bouleternère : reportage historié de cinq photographies de voyage prises par l'auteur, Montréal, Le Temps volé, 2001, 69 p.  (ISBN 2-921856-19-0)
- Le fait d'écrire, Montréal, Éditions du Noroît, 2018, 356 p.  (ISBN 9782897661472)

### Traductions
- Hart Crane Key West  et autres poèmes  coll. Orphée/La Différence 1989.
- Morrison : Un festin entre amis, Frank Lisciandro, traduction de François Tétreau, Montréal, Triptyque / Moebius, 1997, 175 p.
- Mozart, Peter Gay, traduction de François Tétreau, Montréal, Fides, 2001, 237 p.  (ISBN 2-7621-2298-8)
- Marlon Brando, Patricia Bosworth, traduction de François Tétreau, Montréal, Éditions Fides, 2003, 310 p.
- Bob Dylan : au fil des albums (1962-2001), Anthony Varesi, traduction de François Tétreau, Montréal, Triptyque, 2006, 265 p.  (ISBN 2-89031-534-7)
- Fleuve, Jonathan Buckley, traduction de François Tétreau, Bègles, Édition du castor astral, 2017, 297 p.  (ISBN 9791027800957)

## Prix et honneurs
- 1993 - Récipiendaire : Prix Jovette-Bernier (pour Attentats à la pudeur)[11]
- 2019 - Finaliste : Prix Jean-Éthier-Blais (pour Le fait d'écrire)[12]